# A Leela of Her Own
«A Leela of Her Own» (укр. «Своя власна Ліла») — шістнадцята серія третього сезону анімаційного серіалу «Футурама», що вийшла в ефір у Північній Америці 7 квітня 2002 року.
Автор сценарію: Патрик Верроне. 
Режисер: Свінтон Скотт. 
Прем'єра в Україні відбулася 22 вересня 2007 року.

## Сюжет
Родина сиґноїдів відкриває піцерію навпроти будівлі «Міжпланетного експреса». Команда «Експреса» вирішує завітати до нових сусідів. Познайомившись із інопланетянами, друзі запрошують їх зіграти в ниткобол. Під час гри Ліла, якій бракує сприйняття глибини через одноокість, калічить усіх гравців-суперників, влучаючи м'ячем у їхні голови. Така «нестандартна» манера гри викликає ентузіазм у глядачів і привертає увагу менеджера ново-нью-йоркської команди ниткоболу, який пропонує Лілі стати першою жінкою-гравцем у професійній лізі. Спочатку Ліла дуже пишається своєю першістю, проте швидко з'ясовується, що її було залучено лише задля оживлення інтересу глядачів до команди, яка хронічно програє. Опинившись за крок від того, щоби бути визнаною найгіршим гравцем усіх часів, Ліла звертається по допомогу до поточного носія цього титулу Генка Аарона XXIV — далекого родича бейсбольної зірки Генка Аарона.
Під час тренувань з Аароном Ліла з'ясовує, що для вдалого кидка їй слід не дивитися на м'яч. Настає день вирішального матчу, на якому проти Ліли виступає друга жінка-гравець професійної ліги — Джекі Андерсон. Лілі вдається двічі виконати страйк, але третій кидок Джекі відбиває настільки вдало, що її команда виграє матч.
Засмучена Ліла іде геть із поля й дорогою зустрічає Джекі, яка підбадьорює її, кажучи, що та продемонструвала всім жінкам, якою не треба бути. Тим часом у музеї ниткоболу місце найгіршого гравця займає Ліла, втім, Генк Аарон XXIV залишає за собою звання найгіршого футболіста всіх часів.

## Пародії, алюзії, цікаві факти
- Серія містить чимало алюзій на фільми про бейсбол, зокрема стрічку 1992 року «A League of Their Own» (укр. Своя власна ліга), а також різноманітні нюанси цієї популярної в Америці гри.
- Образ Джекі Андерсон (номер 24) — першої жінки-гравця в ниткобол — є алюзією на першого чорношкірого бейсболіста професійного класу Джекі Робінсон (номер 42).
- Правила ниткоболу, показані в цій серії, є значно простішими, ніж ті, які можна бачити в «Fear of a Bot Planet».
- Напис у бостонському парку Фенві повідомляє, що тут знаходиться «Зелений Монстр» (так називається висока зелена стіна в цьому парку). У серії можна бачити справжнє чудовисько зеленого кольору, яке грає на органі.

## Особливості українського перекладу
- В одній зі сцен  Бендер (агент Ліли) отримує телефонний дзвінок із пропозицією для Ліли знятися в телерекламі «за 1001 тенґе». У наступній сцені Ліла декламує текст рекламного ролика мовою, що за звучанням нагадує казахську, проте насправді є лише набором звуків. В оригінальній версії серіалу Ліла говорить іспанською мовою.